# Bjørn Martin Kristensen
Bjørn Martin Kristensen (* 4. Mai 2002) ist ein philippinisch-norwegischer Fußballspieler, der hauptsächlich auf der Position eines Mittelstürmers zu Hause ist.

## Karriere

### Klub
Der in Norwegen geborene Kristensen begann seine Karriere in der Jugend beim Hauketo IF und wechselte später zu Nordstrand IF, wo er auch in den Erwachsenenbereich überging. In der vierten Liga debütierte er hier am 19. Oktober 2019 für die erste Mannschaft. Bei der 0:1-Niederlage gegen Kråkerøy kam er zur 11. Minute für Christian Guillermo Njøten ins Spiel und wurde zur 77. Minute für Mikkel Skonnord Fodstad wieder ausgewechselt. Nach einer anschließenden weiteren Ganzjahressaison wechselte er zur Spielzeit 2021 weiter zu Grorud IL, bei denen er erst in der zweiten Mannschaft unterkam und dann auch hier den Sprung in die erste Mannschaft schaffte, mit denen er dann auch in der zweitklassigen 1. Division antrat. Schnell gehörte er zum Stammpersonal und erzielte dabei auch einige Tore. Noch während der laufenden Saison 2022 wechselte er für eine Ablöse von 200.000 € zum Erstligisten Aalesunds FK. Sein Eliteserien-Debüt hatte er am 11. September 2022 bei einer 1:3-Niederlage gegen Sarpsborg 08 FF, als er zur 82. Minute für Gilbert Koomson eingewechselt wurde. Nach der Saison 2023, in welcher er vier Tore schoss, stieg er mit dem Team in die zweite Liga ab. Kristensen fiel kurz nach Saisonstart 2024 für einige Monate aus und bekommt seither nur noch sporadisch Einsatzzeit.

### Nationalmannschaft
Da sein Vater die norwegische und seine Mutter die philippinische Staatsbürgerschaft hat, ist er für beide Nationen spielberechtigt. In Kontakt mit dem norwegischen Nationalverband kam er bei der U-20-Auswahl, für welche er in der U-20 Elite League einmal eingewechselt wurde.
Im Jahr 2024 wurde er erstmals mit der philippinischen A-Nationalmannschaft, zu diesem Zeitpunkt trainiert von Tom Saintfiet, in Verbindung gebracht. Einige Monate später wurde der Verbandswechsel offiziell vollzogen und er wurde für den Kader beim Merdeka Tournament 2024 nominiert. Hier debütierte er am 4. September 2024 bei der 1:2-Niederlage gegen Malaysia, per Startelfeinsatz für das Team. In der 55. Minute wurde er für Javier Gayoso ausgewechselt. Auch beim Spiel um Platz drei gegen Tadschikistan kam er zum Einsatz. Bei einer 1:3-Niederlage gegen Thailand am 11. Oktober 2024 erzielte er in der 63. Minute sein erstes Länderspieltor.